# ورین چارتار
ورین چارتار (ارمنی: Վերին Ճարտար) یک منطقه مسکونی در جمهوری آرتساخ است که در استان مارتونی واقع شده‌است و طبق سرشماری سال ۲۰۰۵ بالغ بر ۱۷۳۸ تن جمعیت دارد.

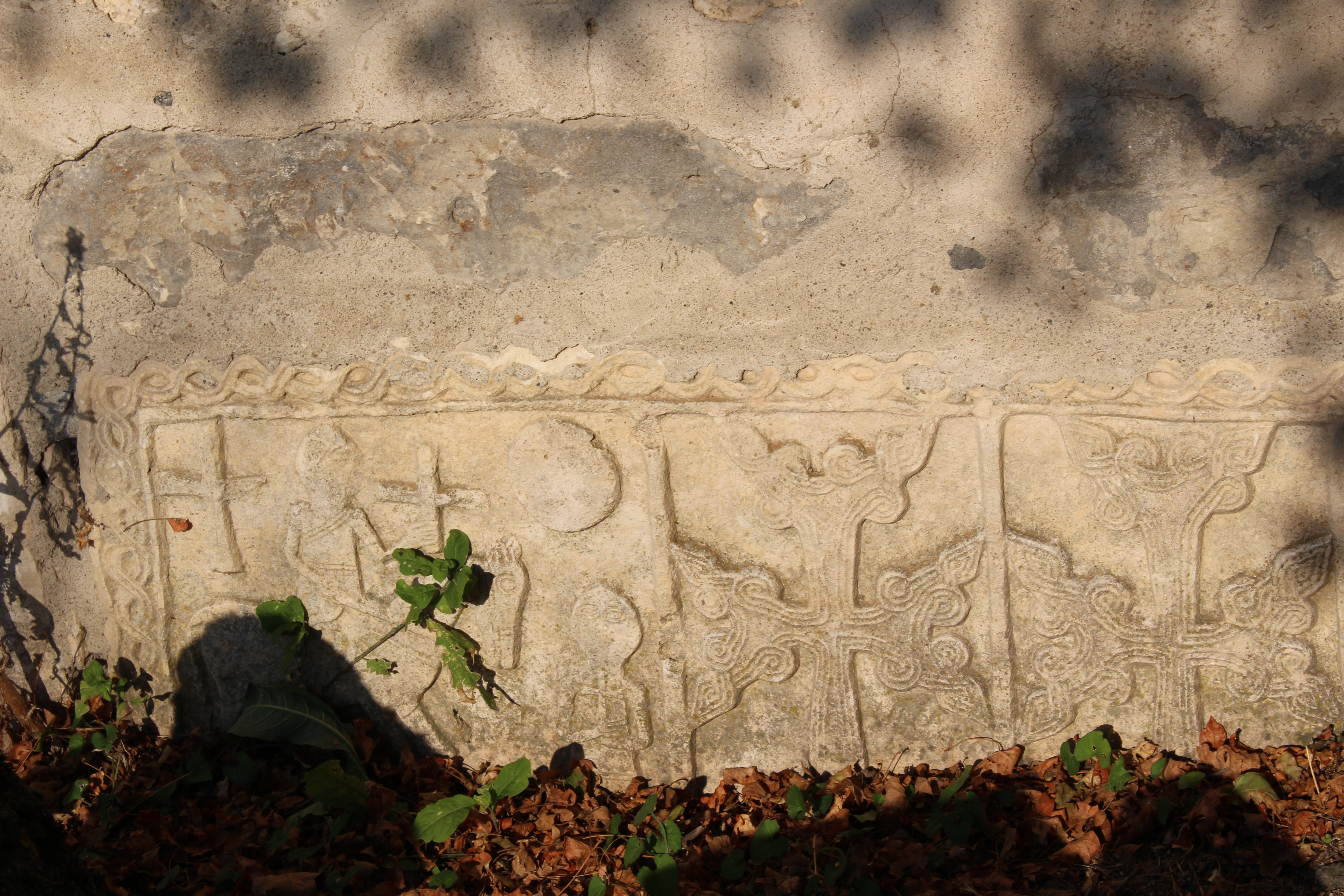
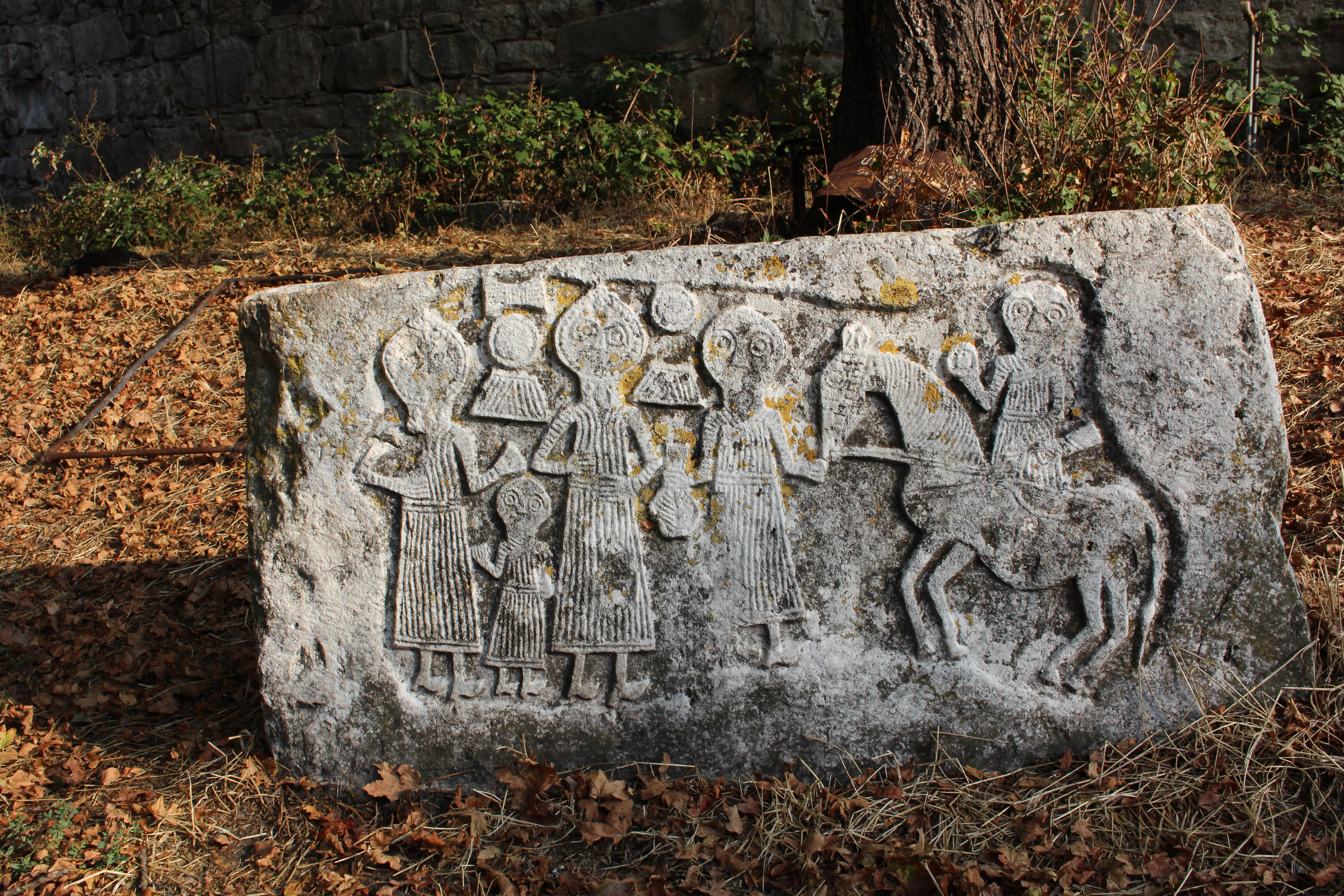
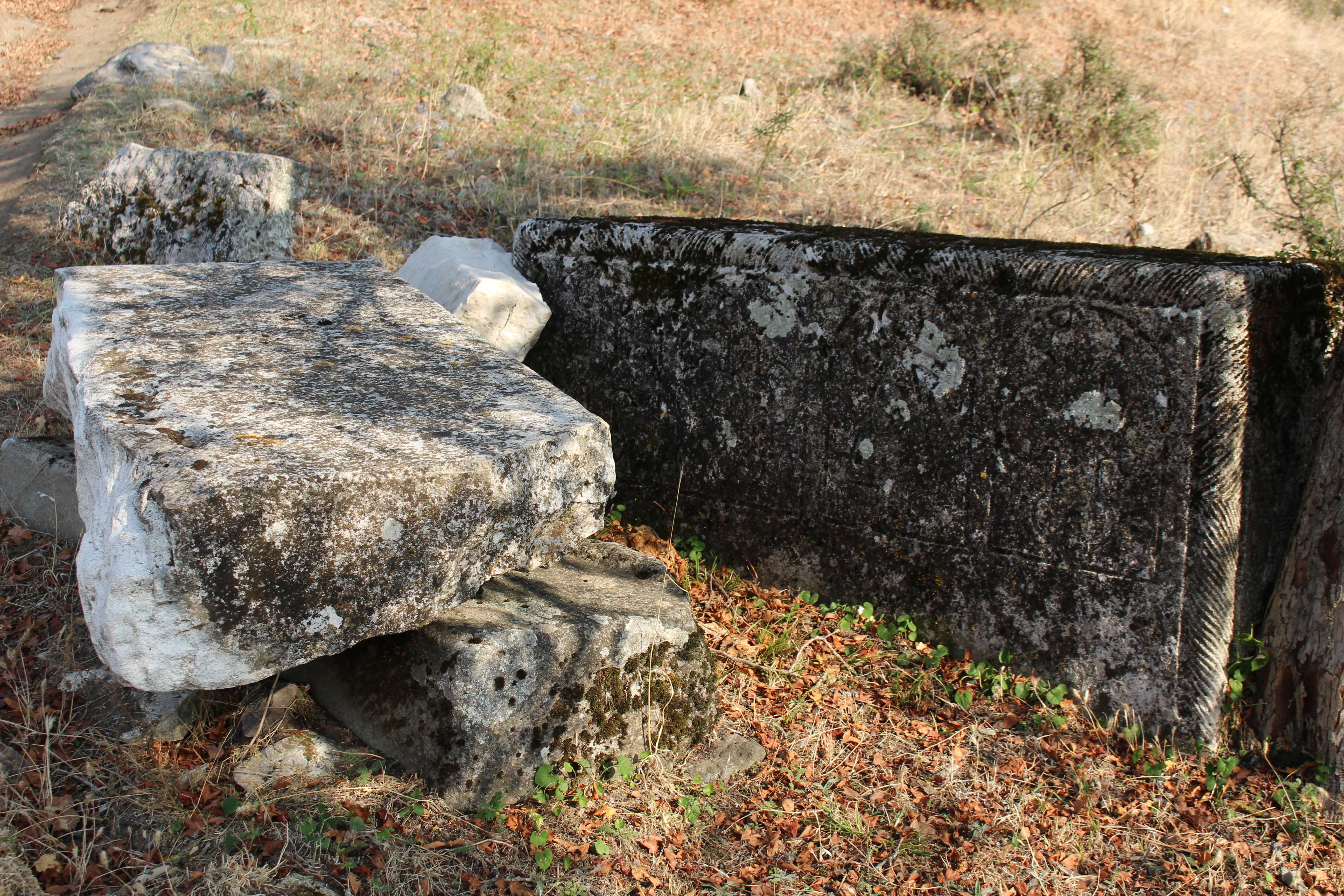
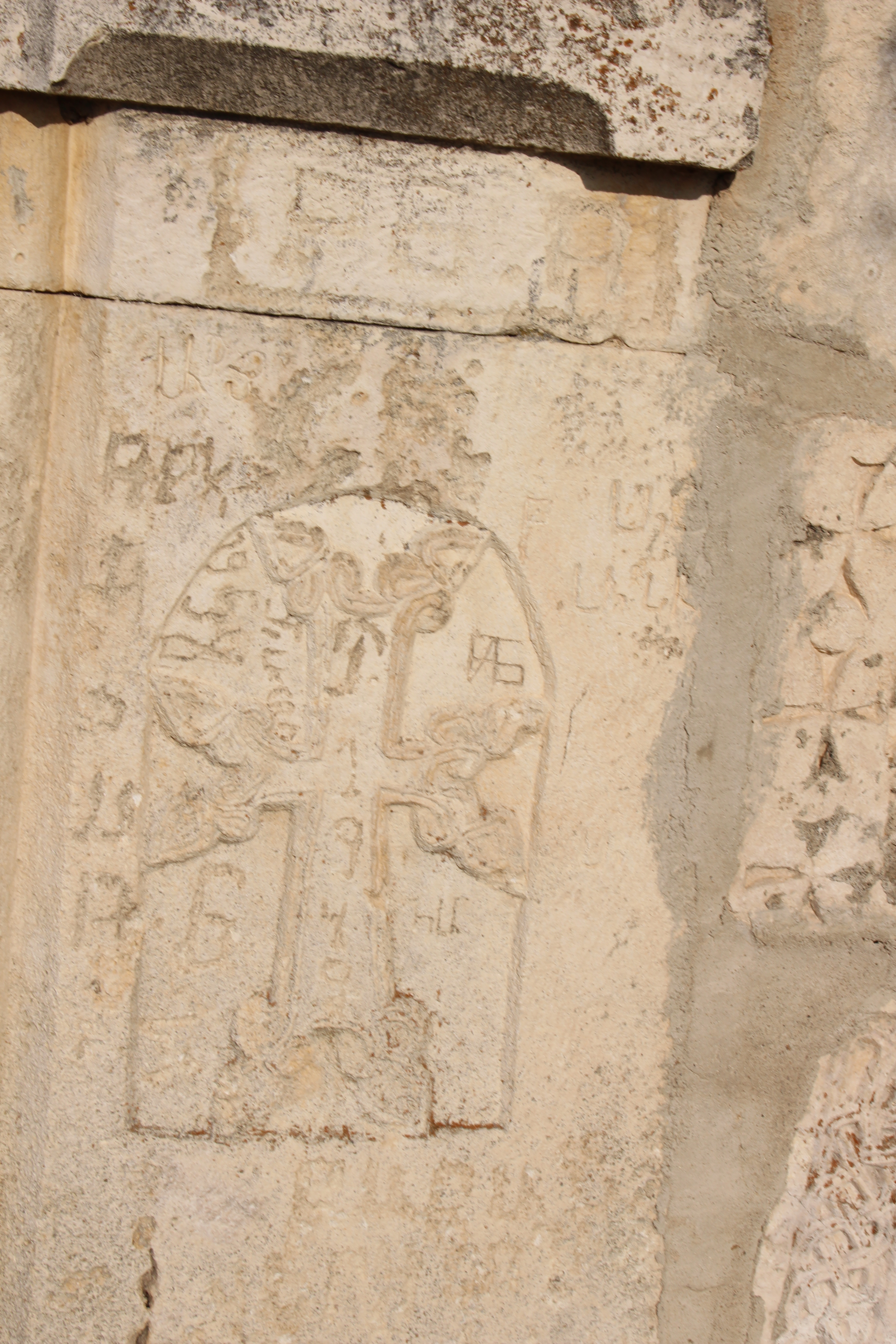
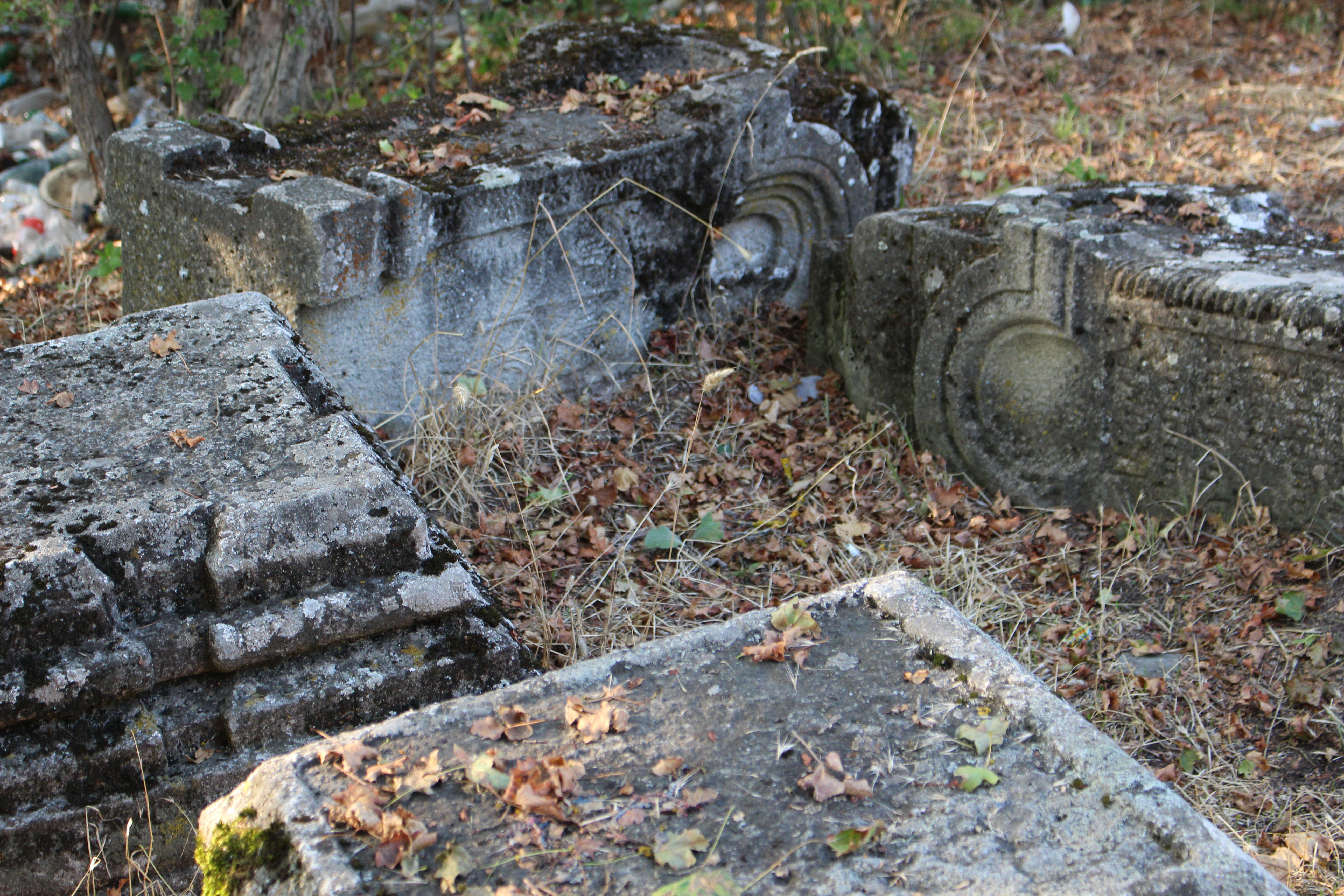
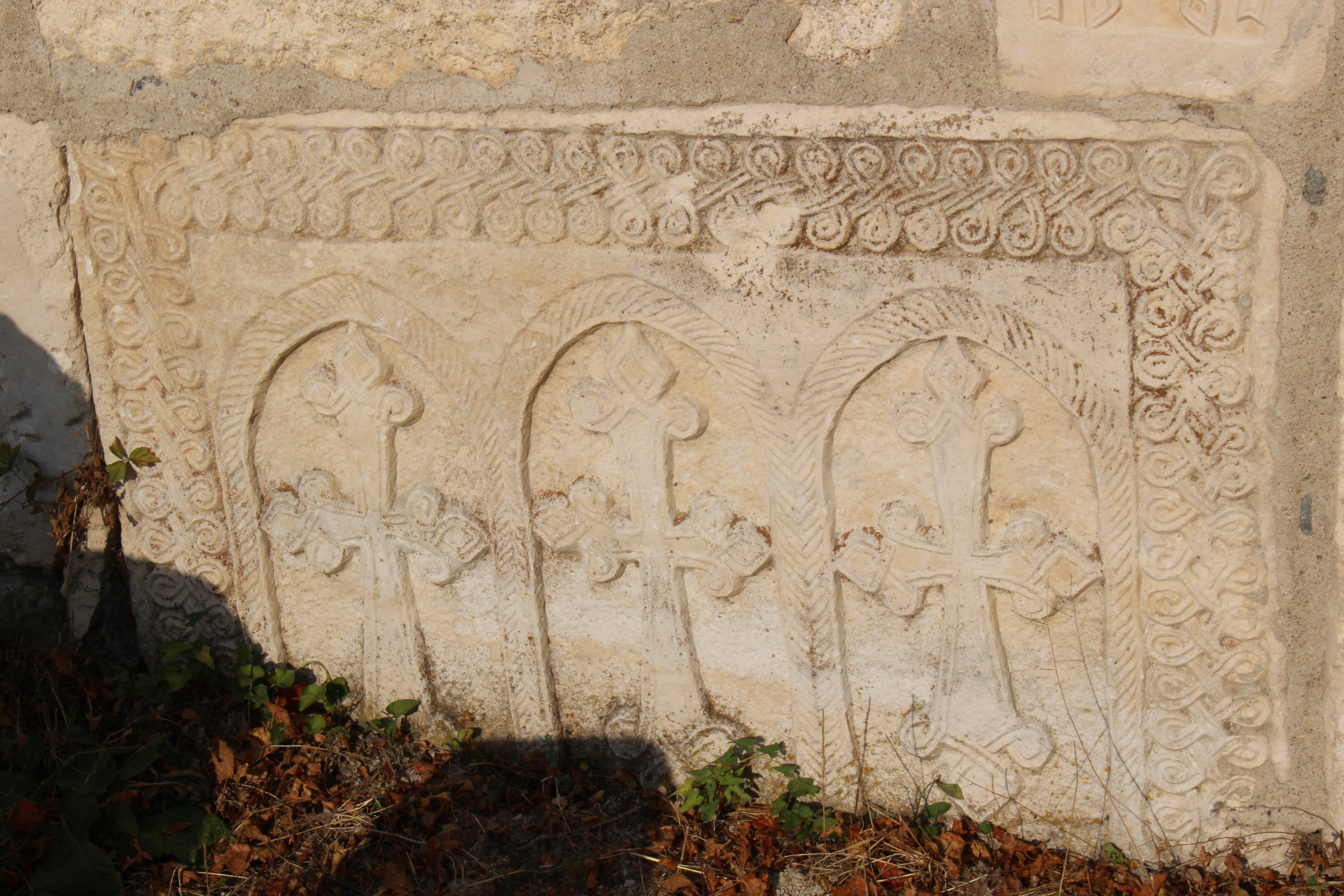